# Cooke City-Silver Gate
Cooke City-Silver Gate é uma Região censo-designada localizada no estado americano de Montana, no Condado de Park.

## Demografia
Segundo o censo americano de 2000, a sua população era de 140 habitantes.

## Geografia
De acordo com o United States Census Bureau tem uma área de
25,9 km², dos quais 25,9 km² cobertos por terra e 0,0 km² cobertos por água.

## Localidades na vizinhança
O diagrama seguinte representa as localidades num raio de 68 km ao redor de Cooke City-Silver Gate.